# 尚純

尚純（1660年2月15日—1707年2月2日）琉球國第二尚氏王朝第十一代國王尚貞王之長子，童名思德金。據《中山世譜》載，尚純資質聰敏，好學崇道，親近賢者並且重視有才能的人。《中山詩文集》收錄了尚純所寫的絕句《詠雙松》。

## 生平
尚純於清順治十七年農曆正月初五出生，為父親尚貞王之長子，清康熙八年二月初六封為佐敷王子，領佐敷間切，同年閏十二月十四加領中城間切，立為世子，封中城王子，並加領知行高千三百斛。康熙十五年（1676年）五月初八加領久米具志川間切，同時加領知行高四百斛。康熙二十八年（1689年）十二月二十八，尚純的采地有所更動，由領佐敷間切改為領久米仲里間切。
尚純共有一妃四妻，育有三子一女，妃毛氏於康熙十七年（1678年）十月廿五生長子尚益（後為第二尚氏第十二代國王）。康熙三十年（1691年）八月初四，妻賀氏生長女國場翁主。兩年後的（1693年）六月十一，妻景氏生次子尚監，康熙四十一年（1702年）的八月十七，妻曦氏生三子尚盛。
康熙四十五年農曆十二月廿三，身為世子的尚純未及即位而薨逝，享年四十七歲，追尊為尚純王葬於玉陵，奉祀于圓覺寺宗廟。

## 家庭

### 父母
- 父：尚貞（第二尚氏王統11代王）
- 母：尚貞王妃聞得大君加那志章氏，童名思真鶴金，號月心。父宜野湾親方章世勲（章氏正信）。第六代聞得大君
- 繼母：尚貞王繼妃真壁按司加那志方氏，童名真加戶樽金，號慈恩。父立津親方方氏全敦
- 庶母：尚貞王妻武富阿護母志良禮，童名思戶金，號仙岳。父牧港親雲上馬氏厚宗

### 正妃
- 妃：聞得大君加那志，童名思戶金，號義雲。父讀谷山親方毛思義（毛氏盛員）[5]。第七代聞得大君。

### 嬪御
- 妻：福地阿護母志良礼惠氏，童名真錢金，號普光。父福地親雲上惠氏友昌[7]
- 妻：仲榮真阿護母志良礼賀氏，童名真加戶樽金，號桂室。父伊集親方賀國鼎（賀氏治亮）[8][9]
- 妻：玉那霸阿護母志良礼景氏，童名真牛金，號安室。父石嶺筑登之親雲上景氏好秀[10]
- 妻：池原阿護母志良礼曦氏，童名思戶金，號實山。父金城筑登之曦富春（曦氏茂滿）[11][12]

### 子女
1. 長子：尚益（第二尚氏王朝第十二代国王），母毛妃[13]
2. 長女：国場翁主，童名思真鶴金，號瑞信，母賀氏，夫久志親方金氏安當[14][15]
3. 次子：野国王子尚監[16]（尚氏朝直[17]，又稱恩納王子[16]，仲里御殿元祖[18]），母景氏[16]
4. 三子：越來王子尚盛[19]（尚氏朝得[20]，久志御殿元祖），母曦氏[19]

### 兄弟姊妹
- 次弟：豐見城王子尚經（尚氏朝良，豐見城御殿元祖[18]）母章妃，妻翁長翁主向氏（童名真鍋樽金，號慈心，伊江按司向嘉續之女）[21][22][23]
- 三弟：小祿王子尚綱[24]（尚氏朝奇[25]），具志頭御殿元祖[25]、攝政[26]），母方妃
- 長妹：松堂翁主，童名思武樽金，號花叢，母方妃，夫小波津按司向兆鳳（向氏朝恆）
- 次妹：思眞鶴金翁主，號窈心（未嫁而逝）[27]
- 四弟：美里王子尚紀[28]（尚氏朝禎[29]，大宜見御殿元祖[30]），母方妃
- 三妹：內間翁主，童名思真世仁金，號月桂，母方妃，夫羽地按司向得滕（向氏朝維）[31][32]
- 四妹：識名翁主，童名思真鍋樽金，號瑞嘉，母方妃，夫國頭按司馬氏正長[33][25]
- 五妹：安室翁主，童名思真世仁金，號坤德，母方妃，夫金武王子尚永泰（尚氏朝祐）[34][35]